# Takata Corporation
Takata Corporation (яп. タカタ株式会社 Таката Кабусики-гайся) — бывшая японская компания, занимавшаяся производством автомобильных запчастей. Компания владела заводами на четырёх континентах, её европейская штаб-квартира находилась в Германии. В 2013 году после серии смертей и травм из-за дефектных подушек безопасности, произведённых мексиканским подразделением Takata, автопроизводителям пришлось отозвать с рынка 3,6 миллионов машин, в которых были установлены дефектные изделия. Из-за продолжившихся смертельных случаев, связанных с подушками безопасности, американское агентство «Национальное управление безопасностью движения на трассах» потребовало массового отзыва более 42 миллионов автомобилей по всей стране, что стало крупнейшим отзывом машин в истории США. В июне 2017 года Takata подала заявление на банкротство, после чего куплена компанией Key Safety Systems.

## История
Компания основана Такэдзо Такатой в 1933 году в префектуре Сига, Япония, под названием «Takata Co». Изначально фирма производила стропы для парашютов и другую текстильную продукцию. В начале 1950-х годах компания начала разработку ремней безопасности. В 1960-х Takata начала продажу ремней безопасности и построила первый в Японии испытательный полигон для краш-тестов, чтобы тестировать ремни безопасности в условиях, приближенных к реальным. В 1970-х годах Takata разработала детские автокресла. В 1980-х годах компания сменила название на «Takata Corporation» и вышла на рынки Южной Кореи, США и, позже, Великобритании, занимаясь продажами ремней безопасности. В 2000 году Takata Corporation купила своего немецкого конкурента — компанию Petri AG, сделав её подразделением «Takata-Petri» и окончательно переименовав в «Takata AG» в начале 2012 года.

### Отзыв дефектных ремней безопасности
В мае 1995 года объявлено об отзыве с американского рынка дефектных ремней безопасности от Takata Corporation, которые были установлены в 8,42 миллионах машин, произведённых японскими автомобильными компаниями с 1986 по 1991 год. На тот момент американский департамент транспорта считал, что это событие было «Вторым самым масштабным отзывом» за историю существования агентства. Отзыв стал результатом расследования, проведённого Национальным управлением безопасностью движения на трассах (NHTSA), о случаях с машинами Honda, поставлявшихся с ремнями безопасности Takata, у которых были проблемы с защелкиванием пряжки или пряжка могла в произвольный момент выпасть из замка. Исследователи обнаружили, что потенциально проблемные ремни безопасности могли применяться не только в машинах Honda, но и в других импортируемых японских моделях.
Изначально некоторые японские производители подозревали, что проблемы с ремнями были скорее связаны с неправильным использованием пассажирами и водителями, чем с проектировочным браком, однако департамент в заключение своего расследования указал, что источником дефекта являются замки, выполненные из АБС-пластика, которые с течением времени под воздействием ультрафиолета становятся хрупкими и начинают рассыпаться, в результате чего в механизм попадают кусочки пластика и кнопка, которая отстёгивает ремень от замка, начинает заедать.
Производители согласились на добровольный отзыв продукции, под который подпали 8,8 миллионов машин и грузовиков, оборудованных ремнями от Takata. Кроме того, NHTSA наложило штраф в 50 000 долларов на компании Honda и Takata за то, что они не уведомили агентство вовремя о дефекте. Honda оштрафована, потому что агентство посчитало, что компания знала о проблеме по меньшей мере 5 лет до начала отзыва, но никогда о ней не сообщала и не инициировала добровольный отзыв.

### Отзыв дефектных подушек безопасности
Takata начала производить подушки безопасности в 1988 году и к 2014 году заняла 20 % рынка. В 2013 году несколько автомобильных производителей начали масштабные отзывы машин из-за подушек безопасности, произведённых компанией. Предполагается, что проблемы начались за много лет до отзыва, когда бракованные подушки начали устанавливаться в некоторые модели Honda начиная с 1998 года. Сама компания Honda заявила, что ей было известно о более чем 100 случаях травм и 13 смертях (7 в США и 6 в Малайзии), которые были связаны с подушками, произведёнными Takata.
В апреле и мае 2013 года отозвано 3,6 миллионов машин с дефектными подушками от Takata. Все эти подушки были выпущены на заводе в мексиканском городе Монклова, которым управляло американо-мексиканское подразделение Takata под названием TK Holdings Inc. В ноябре 2014 года компания BMW объявила о том, что она переместит все заказы с мексиканского завода на завод Takata, расположенный в Германии. В июне 2014 года Takata признала, что мексиканский филиал нарушил процесс производства взрывных веществ и неправильно хранил химикаты, которые используются в подушках безопасности. Определение машин с дефектными изделиями было затруднено, так как TK Holdings Inc не хранила записи о прохождении продукцией контроля качества. В результате в июне 2013 года последовала новая волна отзывов продукции.
23 июня 2014 года компании BMW, Chrysler, Ford, Honda, Mazda, Nissan и Toyota объявили об отзыве по всему миру 3 миллиона машин из-за дефектных подушек безопасности. Причиной названа возможность подушки взорваться и создать внутри машины облако разлетающихся осколков. Отзыв стал результатом расследования, инициированного NHTSA из-за 3 жалоб, когда водители и пассажиры получали травмы. В тот же день Takata выпустила заявление, что компания считает «сырость» одним из факторов приводящих к дефекту. Харуо Отани, чиновник из комитета по отзыву машин в японском министерстве земли, инфраструктуры, транспорта и туризма, также посчитал, что сырость и влажность проникшие внутрь инфлятора подушки могли дестабилизировать взрывное вещество, используемое в устройстве. 18 ноября 2014 года NHTSA потребовала от Takata начать массовый отзыв продукции по всей стране. Это событие произошло после того как 10 автопроизводителей в США уже отозвали сотни тысяч машин с потенциально дефектными подушками безопасности.
К маю 2015 года продукция Takata стала причиной самого массового отзыва машин в истории. Компания была вынуждена отозвать 40 миллионов машин от 12 производителей по причине того, что подушки безопасности могли взорваться и осколки могли ранить как водителя, так и пассажира на переднем сиденье. Со временем число машин, подлежащих отзыву, дошло до 42 миллионов в США и 53 миллионов по всему миру. В ноябре 2015 года Takata была оштрафована регуляторами США на 200 миллионов долларов после того, как компания признала ошибку. После этого компании Toyota, Mazda и Honda отказались от использования инфляторов, которые содержали нитрат аммония.
13 января 2017 года США предъявила обвинения трём топ-менеджерам Takata Синити Танаку, Хидэо Накадзиму и Цуэно Тикараиси за взрывающиеся подушки безопасности. Компания согласилась признать себя виновной и выплатить 1 миллиард долларов, чтобы закончить расследование. Сумма включала в себя штраф в 25 миллионов, компенсации пострадавшим в 125 миллионов и компенсации автопроизводителям в 850 миллионов долларов.

### Банкротство
25 июня 2017 года в соответствии с главой 11 кодекса США, Takata подала заявление о банкротстве, а также прошение о защите от кредиторов в Японии, поскольку компания оказалась должна больше денег в качестве компенсаций, чем у неё было. Впоследствии активы корпорации проданы за 1,6 миллиардов долларов её крупнейшему конкуренту компании Key Safety Systems, принадлежавшей китайским бизнесменам и располагавшейся в Мичигане, США. 11 апреля 2018 года, после завершения сделки, Key Safety Systems произвела ребрендинг и стала называться Joyson Safety Systems.